# کانن اف‌تی‌بی
کانن اف‌تی‌بی (به انگلیسی: Canon FTb) یک دوربین عکاسی ساخت شرکت کانن است.